# دوبویس (آیداهو)
دوبویس(به انگلیسی: Dubois) شهری در شهرستان کلارک ایالت آیداهو است که جمعیت آن در سرشماری سال ۲۰۱۰ میلادی ۶۷۷ نفر بوده است.